# Perineurium

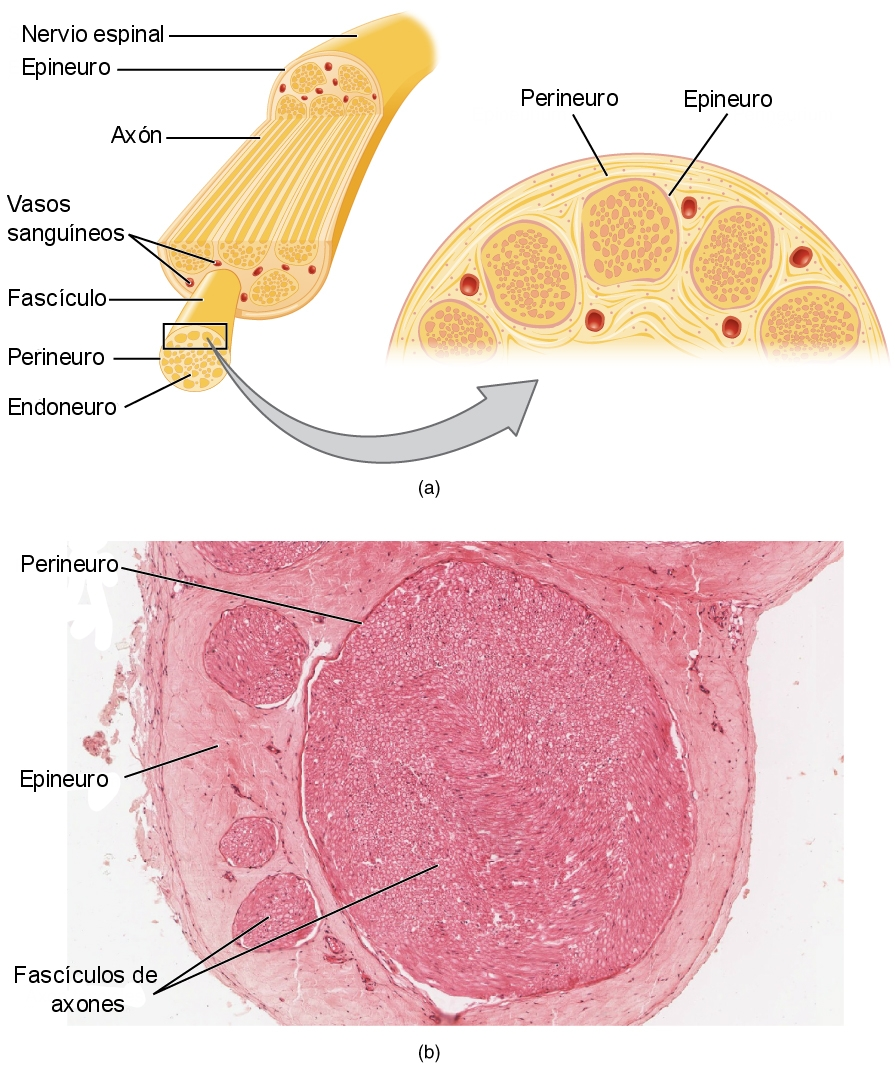
stavba nervu, perineurium tu slouží jako ochranný obal

Perineurium je ochranný plášť svazku několika nervových vláken, která jsou jednotlivě obalena ve svém vlastním pouzdře zvaném endoneurium. Více svazků perineurií je pak obaleno dalším pláštěm nazvaném epineurium.
Periferní nervová vlákna mají tendenci se sdružovat do svazků a těm se říká nervy. Jednotlivá vlákna nervových buněk jsou zabalena do ochranného pláště, endoneuria. Několik vláken je obaleno v dalším ochranném plášti, jímž je perineurium, které vypadá jako rukáv tvořený vrstvami epiteloidních buněk. Buňky jsou uspořádány v několika vrstvách a navzájem jsou propojeny pomocí těsných spojení (tight junctions), které zajišťují nepropustnost pro většinu makromolekul. Tato vnitřní vrstva je pak obalena vnější vrstvou z pojivové tkáně. Posledním ochranným pláštěm je epineurium. Stavbu těchto periferních nervů lze tedy přirovnat ke stavbě svalového vlákna.
Nervy tvoří propojení mezi mozkem a míchou, ale i mezi senzorickými orgány a efektory. Mezi efektory lze zařadit svaly či žlázy.